# A Manual of Scientific Enquiry: prepared for the use of Her Majesty's Navy and adapted for travellers in general
A Manual of Scientific Enquiry: prepared for the use of Her Majesty's Navy and adapted for travellers in general (in italiano Un manuale di indagine scientifica: preparato per l'uso della Marina di Sua Maestà e adattato per i viaggiatori in generale) è un'opera di divulgazione scientifica pubblicata nel 1849 sotto la supervisione di John Herschel, uno dei più importanti scienziati britannici del XIX secolo. Questo manuale è stato realizzato con l'intento di fornire linee guida pratiche per l'acquisizione di conoscenze scientifiche durante i viaggi, sia per i membri della marina britannica, sia per i viaggiatori in generale. Il libro ha un valore storico notevole, poiché raccoglie le conoscenze scientifiche dell'epoca e le adatta a chi si trovava a esplorare territori nuovi e sconosciuti.

## Storia
Il manuale fu commissionato dal Ministero della Marina del Regno Unito (Her Majesty's Navy) ed è stato concepito per rispondere alle esigenze di scienziati, esploratori e ufficiali di marina che avessero bisogno di strumenti pratici per condurre ricerche scientifiche durante le loro missioni. L'opera riflette l'interesse dell'epoca per l'esplorazione scientifica, che si stava intensificando grazie alle spedizioni navali britanniche in diverse parti del mondo, tra cui l'Africa, le Americhe e le regioni polari.
La pubblicazione del manuale è stata curata dalla casa editrice John Murray di Londra nel 1849, ed è stata stampata dalla tipografia William Clowes and Sons. Questo lavoro ha avuto una notevole influenza sugli studi scientifici del XIX secolo, fungendo da punto di riferimento per chi intraprendeva viaggi scientifici e contribuendo a un approccio più sistematico e metodico nell'esplorazione delle scienze naturali.

## Contenuto
Il manuale è strutturato in diverse sezioni, ciascuna dedicata a un ramo della scienza che poteva essere di interesse per chi viaggiava o esplorava nuovi mondi. I contributi di scienziati eminenti, tra cui Charles Darwin, Henry De La Beche, William Jackson Hooker, Richard Owen e James Cowles Prichard, arricchiscono l'opera, ciascuno fornendo istruzioni specifiche relative a diverse discipline:
- Geologia (contribuito da Charles Darwin): istruzioni per fare osservazioni geologiche e raccogliere campioni.[2]
- Mineralogia (contribuito da Henry De La Beche): linee guida per osservazioni mineralogiche e la raccolta di minerali.[2]
- Botanica (contribuito da William Jackson Hooker): istruzioni per la raccolta e la conservazione di piante e campioni botanici, con suggerimenti su studi farmacologici.[2]
- Zoologia (contribuito da Richard Owen): indicazioni su come raccogliere e conservare esemplari animali.[2]
- Etnologia (contribuito da James Cowles Prichard): riflessioni e metodi di raccolta di dati etnografici su popolazioni indigene.[2]

Ogni sezione include dettagli pratici e teorici per facilitare la raccolta e la conservazione dei campioni, nonché per fare osservazioni accurate e scientificamente valide.

## Eredità
Il manuale ha avuto una grande importanza nel promuovere l'idea che la scienza dovesse essere praticata in modo rigoroso, ma anche che fosse accessibile a chiunque fosse disposto a studiare e raccogliere dati in modo sistematico. La guida di Herschel e degli altri contributori ha formato una base per le future generazioni di scienziati e naturalisti, incluso Charles Darwin, il quale trasse ispirazione da tali approcci durante il suo viaggio sul HMS Beagle. L'opera è oggi considerata un documento fondamentale per comprendere le pratiche scientifiche del XIX secolo e il modo in cui le conoscenze venivano trasmesse a una generazione di scienziati ed esploratori.